# L'Économiste (journal béninois)
Pour l’article homonyme, voir L'Économiste.
L'Économiste est un journal web francophone béninois d'actualité économique et financière. Basé à Cotonou, il diffuse sur le web via son site Internet et offre une version papier.

## Historique
L'Économiste est basé à Cotonou au Bénin.

## Ligne éditoriale
L'Économiste est le premier quotidien d'actualité économique, financière et boursière au Bénin. Il utilise 2 supports : la plateforme web et le journal papier qui coûte environ 300 francs.